# Zonosaurus tsingy
Zonosaurus tsingy — вид ящірок родини геррозаврових (Gerrhosauridae). Ендемік Мадагаскару.

## Поширення і екологія
Zonosaurus tsingy мешкають в регіоні Діана на крайній півночі острова Мадагаскар, зокрема в заповідниках Анкарана і Монтань-де-Франсе, а також на невеликому безлюдному острівці Нусі-Хара. Вони живуть в сухих тропічних лісах, що ростуть серед вапнякових скельних виступів. Зустрічаються на висоті 100 м над рівнем моря.